# فرودگاه کمبل ریور
فرودگاه کمبل ریور (به انگلیسی: Campbell River Airport) یک فرودگاه همگانی باربری با کد یاتا YBL است که یک باند فرود آسفالت دارد و طول باند آن ۱٬۹۸۱ متر است. این فرودگاه در کشور کانادا قرار دارد و در ارتفاع ۱۰۸ متری از سطح دریا واقع شده‌است.

## شرکت‌های هواپیمایی و مقصدهای پروازی

### مسافری
| شرکت‌های هواپیمایی  | مقصدهای پروازی                       |
| ------------------ | ------------------------------------ |
| ایر کانادا         | پیرسون تورنتو                        |
| Air Canada Express | کالگری، ادمونتون                     |
| Canadian North     | چارتر: کالگری، سی‌اف‌بی کوموکس، ونکوور |
| McMurray Aviation  | فورت چیپواین                         |
| نورث‌وسترن ایر      | ادمونتون، فورت چیپواین               |
| وست جت             | کالگری، ادمونتون، پیرسون تورنتو      |
| WestJet Encore     | کالگری، ادمونتون، ونکوور             |

### باری
Over half of cargo at YMM is handled by dedicated air cargo carriers while Air Canada and WestJet carry the remainder on scheduled passenger flights.  The air cargo facility in the short-term will operate out of the North Terminal. A new third-party air cargo building with an expanded apron is planned to be built east of the North Terminal.